# Anna von Bernd
Anna von Bernd (ur. 22 maja 1850 w Strumieniu, zm. 19 maja 1922 w Wiedniu) – filantropka, fundatorka zakładu dla biednych gminy i miasta Strumień na Śląsku Cieszyńskim. 

## Życiorys
Była córką Kaspra Janko i Babetty z domu Bogusławska (Boguslawsky), jednak nie wychowywała się w domu rodziców, a została przygarnięta przez małżeństwo Jana i Joanny Sedletzkich. Już będąc dzieckiem, odznaczała się urodą i podobno pięknie śpiewała. Za rekomendacją znanej śpiewaczki Marty von Mokrisch dostała się do domu wiedeńskiej rodziny von Bernd, choć nie wiadomo, czym miała się tam zajmować. Tak poznała cesarsko-królewskiego konsula generalnego monarchii austro-węgierskiej Alexandra von Bernd i w 1885 w Amsterdamie wyszła za niego za mąż. Mieszkali najpierw w Amsterdamie, a w 1888 powrócili do Wiednia. Alexander von Bernd zmarł w 1897 roku, pozostawiając Annie znaczny majątek, co pozwoliło jej rozpocząć działalność filantropijną. 

## Fundacja

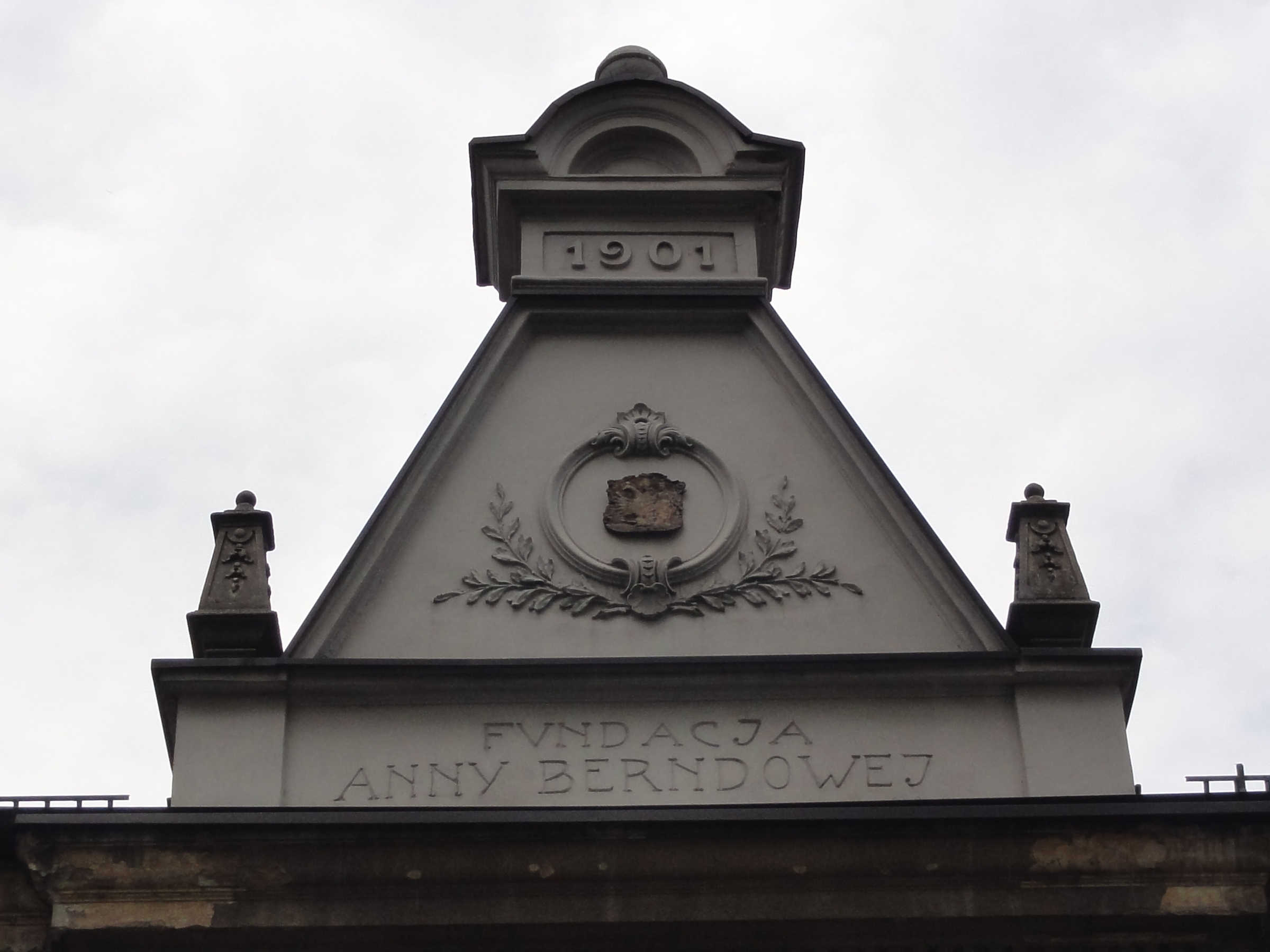
Napis na frontonie Domu Ubogich w Strumieniu poświęcony fundatorce

Anna von Bernd założyła fundację "Dom dla Ubogich w Strumieniu" i zleciła budowę samego domu. Po jego ukończeniu fundatorka przyjechała do rodzinnego miasteczka i 10 października 1901 roku osobiście dokonała otwarcia "Domu Ubogich". Miało w nim znaleźć schronienie od 20 do 25 osób. Majątek fundacji podczas I wojny światowej został na rozkaz władz austriackich przekazany na pożyczkę wojenną i przepadł. Dlatego, aby fundacja mogła nadal pomagać potrzebującym nawet po śmierci fundatorki, Anna von Bernd zapisała jej w testamencie w dniu 1 kwietnia 1922r. milion marek polskich na dalsze prowadzenie działalności. 

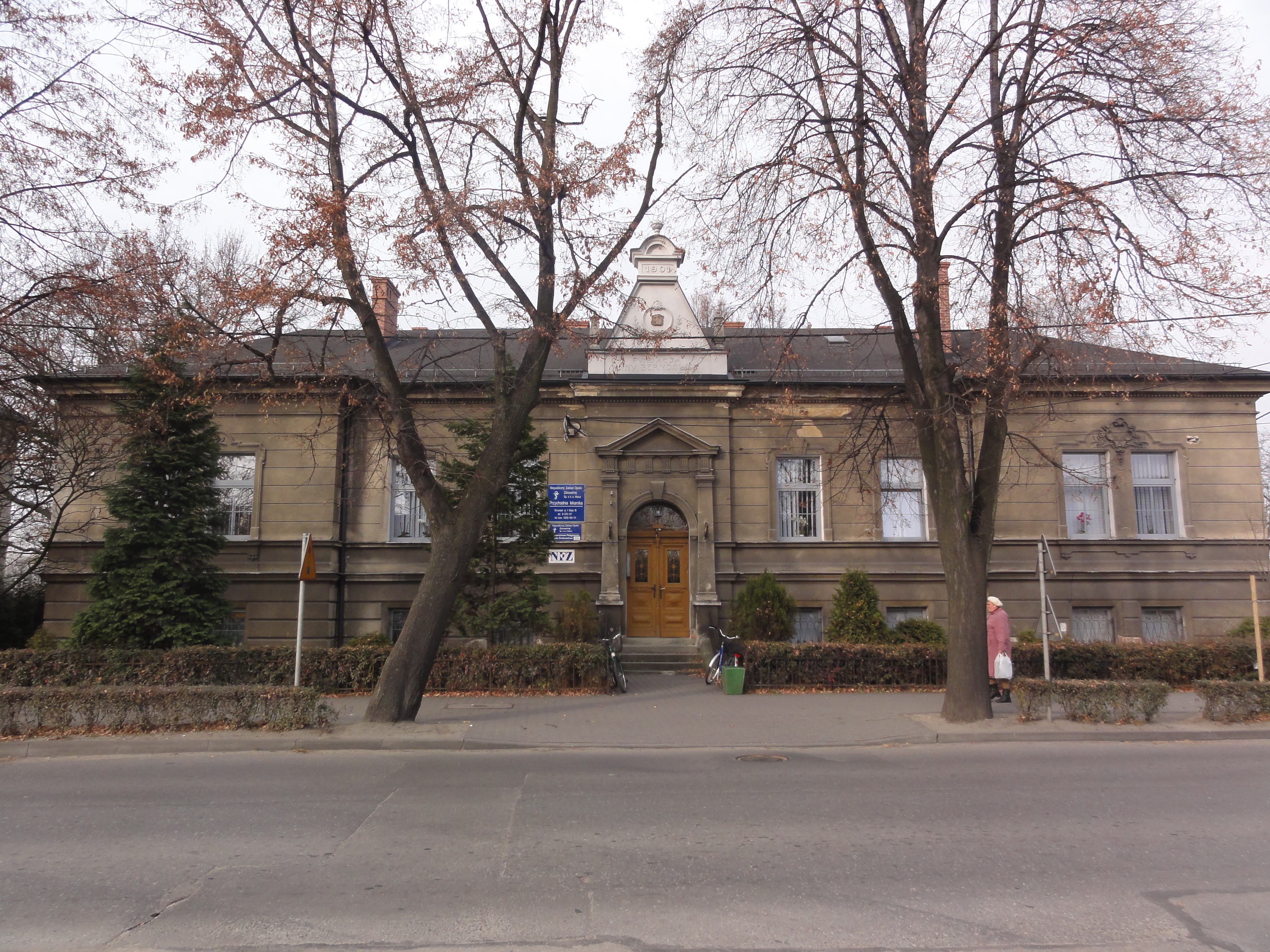
Budynek Domu Ubogich ufundowanego przez Annę von Bernd

Wdzięczni mieszkańcy Strumienia na budynku fundacji umieścili napis: „Der edlen Stifterin Frau Anna von Bernd die dankbare Stadtgemeinde 1901” (pol. „Szlachetnej fundatorce Pani Annie von Bernd wdzięczna Gmina Miejska 1901”). Fundatorka została pochowana w grobie męża Alexandra von Bernd oraz Isabelli i Heinricha Trenck von Tonder w Wiedniu.
Majątek fundacji przepadł ponownie podczas II wojny światowej, a po 1945 w budynku dawnego Domu Ubogich w Strumieniu mieścił się Ośrodek Zdrowia.     